# Prijeboj
Prijeboj is een plaats in de gemeente Plitvička Jezera in de provincie Lika-Senj, Kroatië niet ver van de grens met Bosnië en Herzegovina. Het dorp had in 2001 slechts 12 inwoners, omdat veel inwoners na de oorlog zijn verdreven of gedood.

## Inwonersaantallen
| Jaar   | 1857 | 1869 | 1880 | 1890 | 1900 | 1910 | 1921 | 1931 |
| Aantal | 1062 | 1075 | 1033 | 466  | 474  | 463  | 448  | 411  |
| Jaar   | 1948 | 1953 | 1961 | 1971 | 1981 | 1991 | 2001 | 2011 |
| Aantal | 109  | 53   | 46   | 37   | 26   | 28   | 3    | 12   |